# Herrschaft Isenburg-Braunsberg

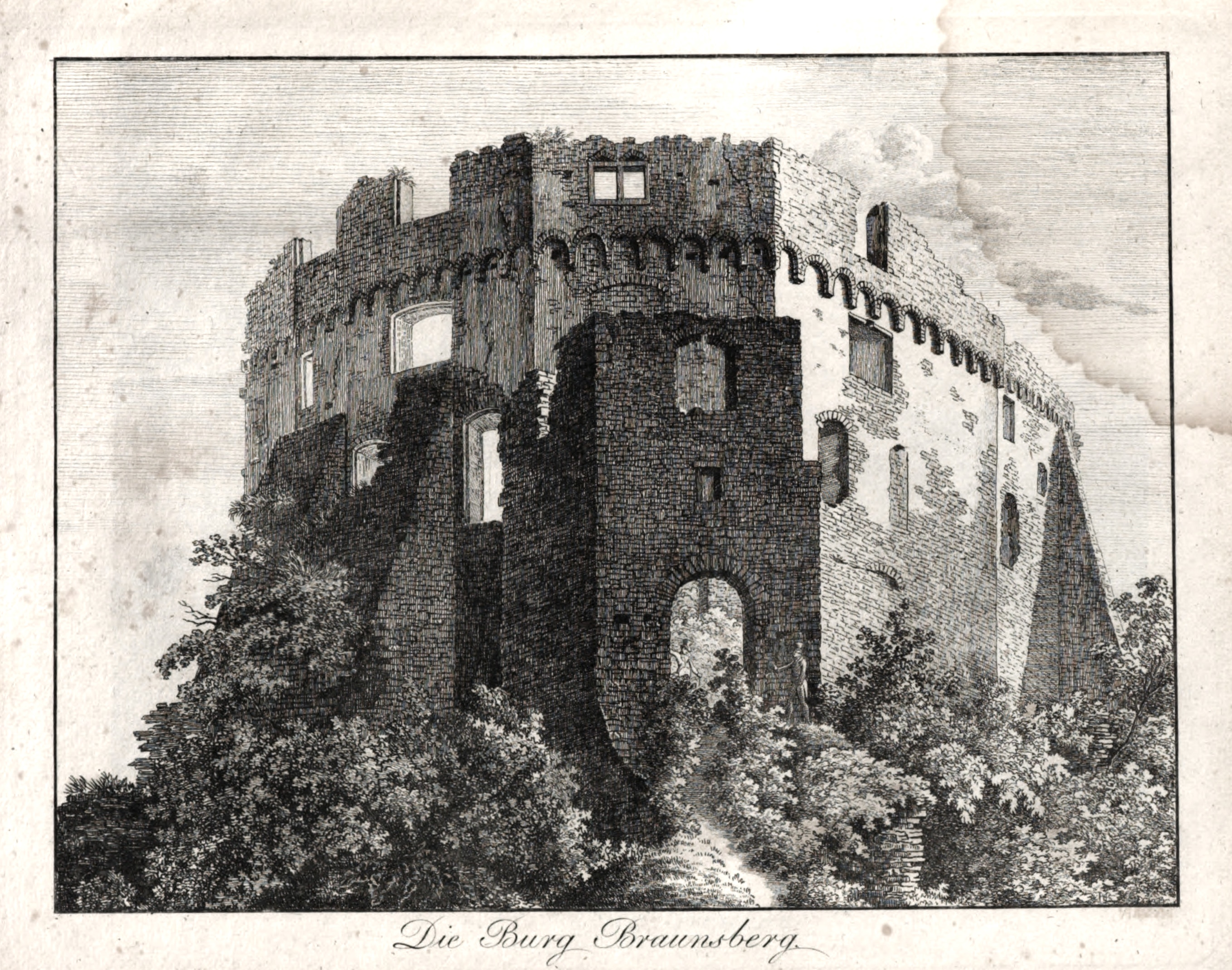
Burg Braunsberg im Jahr 1825, Kupferstich aus Werk von Johann Stephan Reck

Die Herrschaft Isenburg-Braunsberg (auch Herrschaft Braunsberg), benannt nach der über dem Aubachtal erbauten Burg Braunsberg, war ein Territorium des Heiligen Römischen Reiches im Bereich des Westerwaldes und des heutigen Landkreises Neuwied. Die Herrschaft ging aus der alten Grafschaft Isenburg hervor und wurde, nachdem Wilhelm I. von Braunsberg die gesamte Grafschaft Wied vereinigt hatte, ein Teil der Grafschaft Wied beziehungsweise ab 1784 des Fürstentums Wied-Neuwied.

## Geschichte

### Ursprünge und Entstehung
Die Herrschaft Braunsberg geht auf die Grafschaft Isenburg zurück, deren erster Graf Gerlach I. von Isenburg war, der mit seinem Bruder Rembold I. um 1100 die Burg Isenburg erbaute. Der Besitz der Isenburger umfasste einen großen Teil des Engersgaues, doch durch die starke Verzweigung des Adelsgeschlechts wurde die Grafschaft bereits nach drei bis vier Generationen in mehrere Herrschaften geteilt.
Um 1175 teilten Bruno I. von Isenburg (erstmals erwähnt 1179) und sein Bruder Rembold V. das väterliche Erbe, wobei Bruno vor allem die Gebiete im Westerwald um Anhausen und Dierdorf erhielt. Zusätzlich teilte sich Bruno mit seinem Bruder Rembold und seinen Vettern Heinrich I. und Gerlach V. die Herrschaft und Burg Isenburg, wodurch die Burg den Charakter einer Ganerbenburg erhielt. Durch das gemeinsame Erbe der vier Cousins teilten sich die vier Linien weiterhin einige Grundherrschaften und Vogteien, wodurch es nie zu einer endgültigen Teilung der Grafschaft Isenburg kam. Der Grafentitel zu Isenburg, den zuletzt vermutlich Bruno Urgroßvater Rembold II. († nach 1121) hielt, wurde ebenfalls von keiner der Linien mehr aufgegriffen.
Die Enge in der Burg Isenburg veranlasste Bruno um 1200 die Brunosburg (Braunsberg) auf einem Felssporn über dem Aubachtal zu bauen, die zum Bindeglied zwischen seinem Besitz um Dierdorf und dem im Neuwieder Becken wurde. Seitdem nannte sich Bruno „Herr zu Braunsberg“, womit er die isenburg-braunsbergische Linie seines Hauses begründete. Das Burggelände auf dem Bruno seine Burg erbaute, erwarb er zuvor um 1197 von der Abtei Rommersdorf, die dafür einen Weingarten bei Langendorf erhielt.
Bruno selbst besaß, neben seinem Besitz in der Grundherrschaft Dierdorf und um Anhausen, die Grundherrschaft Oberbieber, Anteile am Kirchspiel Heimbach, ein Viertel der Burg Isenburg und die Vogtei Urbach, sowie zusammen mit seinem Bruder Rembold V. von Kempenich die Vogtei Heddesdorf, die Kirche zu Niederbieber und die Kirche zu Marienfels, die aus dem Erbe der Grafen von Arnstein im Einrichgau stammte. Bis auf letzteres kann man alle genannten Besitze zu einem Teil der Herrschaft zählen, da Heddesdorf und Niederbieber später nach einem Ausgleich mit dem Herren von Nieder-Isenburg vollständig in die Hände der Braunsberger gelangten. Inwiefern die Kirchspiele Höchstenbach, Almersbach und Schöneberg zum Besitz der Braunsberger gehörten ist nicht geklärt, sie gehörten aber später zum Besitz der Grafen von Wied aus dem Hause Braunsberg. Bevor die Grafen von Wied im Engersgau auftauchten, gehörten diese Kirchspiele zu den Bilsteinern.

### Erbschaft der Grafschaft Wied
Durch die Ehe von Bruno I. von Isenburg mit Theodora von Wied, eine Tochter des Grafen Dietrich I. von Wied, erbten die zuvor bedeutungslosen Braunsberger im Jahr 1243 die Hälfte der Grafschaft Wied. Brunos Söhne Bruno II. und Dietrich der Ältere behielten jeweils ein Viertel ihres Erbes, wobei Dietrich zusätzlich die Herrschaft Isenburg besaß. Die andere Hälfte der Grafschaft ging an ihren Vetter Gottfried II. von Eppstein. Die Nachkommen Brunos II. werden als Mitglieder des zweiten Grafenhauses von Wied angesehen, da die Braunsberger später die Grafschaft Wied wieder vereinten und den Grafentitel wieder annahmen.
Die Herren von Braunsberg waren durch ihren Besitz im Westerwald von vorneherein im Vorteil gegenüber den Eppsteiner Miterben. In den folgenden Generationen der beiden Häuser kam es zu verschiedenen Verkäufen der Anteile an der Grafschaft, zu Zusammenführungen aufgrund Heirat und auch zu Streitigkeiten. Selbst als Bruno III. im Jahr 1278 seinen Anteil an der Burg Altwied Gottfried III. von Eppstein auf Lebzeit verkaufte, blieb das Übergewicht der Braunsberger bestehen. Die Eppsteiner verkauften schließlich im Jahr 1306 ihren Anteil an der Grafschaft Wied an die Grafen von Virneburg.

### Verschmelzung mit der Grafschaft Wied
Als Wilhelm I. von Braunsberg, ein Urenkel von Bruno III. von Braunsberg, im Jahr 1329 Agnes von Virneburg († vor 26. Dezember 1352), Tochter von Graf Ruprecht III. von Virneburg, heiratete, brachte Agnes ihm den eppsteinischen Teil der Grafschaft Wied als Mitgift ein. Erst am 28. Juni 1340 nannte er sich Graf von Wied, Herr von Isenburg und Braunsberg und konnte so den alten wiedischen Besitz mit dem isenburg-braunsbergischen Besitz verschmelzen. Die Nachkommen von Wilhelm aus dem Hause Isenburg, sowie aus dem Hause Runkel nannten sich weiterhin Herren von Braunsberg, die Herrschaft selbst jedoch existierte nicht weiter als reichsunmittelbare eigenständige Herrschaft, sondern wurde ein fester Bestandteil der Grafschaft Wied. Die Herrschaft bestand seit dem aus der Burg Braunsberg und den Orten Anhausen, Rüscheid, Thalhausen und Meinborn.

## Stammtafel der Herren von Braunsberg bis 1340
|                                                                     |                                                                     |                                                                     |                                                                     |                                                                               |                                                                     |                                                                |                                                                | Bruno I. Herr von Isenburg 1200–1210 Herr von Braunsberg       |                                                                |                                                         |                                                         |                                                         |                                                         |                                             |                                             |                                                        |                                                        |                                                        |                                                        |                                                        |                                                        |  |  |  |  |  |  |  |  |  |  |  |  |  |  |  |  |  |  |
|                                                                     |                                                                     |                                                                     |                                                                     |                                                                               |                                                                     |                                                                |                                                                |                                                                |                                                                |                                                         |                                                         |                                                         |                                                         |                                             |                                             |                                                        |                                                        |                                                        |                                                        |                                                        |                                                        |  |  |  |  |  |  |  |  |  |  |  |  |  |  |  |  |  |  |
|                                                                     |                                                                     |                                                                     |                                                                     |                                                                               |                                                                     |                                                                |                                                                |                                                                |                                                                |                                                         |                                                         |                                                         |                                                         |                                             |                                             |                                                        |                                                        |                                                        |                                                        |                                                        |                                                        |  |  |  |  |  |  |  |  |  |  |  |  |  |  |  |  |  |  |
| Bruno II. 1210–1255 Herr von Braunsberg 1254–1255 Herr von Isenburg | Bruno II. 1210–1255 Herr von Braunsberg 1254–1255 Herr von Isenburg | Bruno II. 1210–1255 Herr von Braunsberg 1254–1255 Herr von Isenburg | Bruno II. 1210–1255 Herr von Braunsberg 1254–1255 Herr von Isenburg | Bruno II. 1210–1255 Herr von Braunsberg 1254–1255 Herr von Isenburg           | Bruno II. 1210–1255 Herr von Braunsberg 1254–1255 Herr von Isenburg |                                                                |                                                                | Dietrich I. gen. der Ältere 1210–1254 Herr von Isenburg        | Dietrich I. gen. der Ältere 1210–1254 Herr von Isenburg        | Dietrich I. gen. der Ältere 1210–1254 Herr von Isenburg | Dietrich I. gen. der Ältere 1210–1254 Herr von Isenburg | Dietrich I. gen. der Ältere 1210–1254 Herr von Isenburg | Dietrich I. gen. der Ältere 1210–1254 Herr von Isenburg |                                             |                                             | Arnold II. 1242–1259 Erzbischof und Kurfürst von Trier | Arnold II. 1242–1259 Erzbischof und Kurfürst von Trier | Arnold II. 1242–1259 Erzbischof und Kurfürst von Trier | Arnold II. 1242–1259 Erzbischof und Kurfürst von Trier | Arnold II. 1242–1259 Erzbischof und Kurfürst von Trier | Arnold II. 1242–1259 Erzbischof und Kurfürst von Trier |  |  |  |  |  |  |  |  |  |  |  |  |  |  |  |  |  |  |
| Bruno II. 1210–1255 Herr von Braunsberg 1254–1255 Herr von Isenburg | Bruno II. 1210–1255 Herr von Braunsberg 1254–1255 Herr von Isenburg | Bruno II. 1210–1255 Herr von Braunsberg 1254–1255 Herr von Isenburg | Bruno II. 1210–1255 Herr von Braunsberg 1254–1255 Herr von Isenburg | Bruno II. 1210–1255 Herr von Braunsberg 1254–1255 Herr von Isenburg           | Bruno II. 1210–1255 Herr von Braunsberg 1254–1255 Herr von Isenburg |                                                                |                                                                | Dietrich I. gen. der Ältere 1210–1254 Herr von Isenburg        | Dietrich I. gen. der Ältere 1210–1254 Herr von Isenburg        | Dietrich I. gen. der Ältere 1210–1254 Herr von Isenburg | Dietrich I. gen. der Ältere 1210–1254 Herr von Isenburg | Dietrich I. gen. der Ältere 1210–1254 Herr von Isenburg | Dietrich I. gen. der Ältere 1210–1254 Herr von Isenburg |                                             |                                             | Arnold II. 1242–1259 Erzbischof und Kurfürst von Trier | Arnold II. 1242–1259 Erzbischof und Kurfürst von Trier | Arnold II. 1242–1259 Erzbischof und Kurfürst von Trier | Arnold II. 1242–1259 Erzbischof und Kurfürst von Trier | Arnold II. 1242–1259 Erzbischof und Kurfürst von Trier | Arnold II. 1242–1259 Erzbischof und Kurfürst von Trier |  |  |  |  |  |  |  |  |  |  |  |  |  |  |  |  |  |  |
|                                                                     |                                                                     |                                                                     |                                                                     |                                                                               |                                                                     |                                                                |                                                                |                                                                |                                                                |                                                         |                                                         |                                                         |                                                         |                                             |                                             |                                                        |                                                        |                                                        |                                                        |                                                        |                                                        |  |  |  |  |  |  |  |  |  |  |  |  |  |  |  |  |  |  |
|                                                                     |                                                                     |                                                                     |                                                                     | Bruno III. 1255–1279 Herr von Braunsberg und Isenburg                         | Bruno III. 1255–1279 Herr von Braunsberg und Isenburg               | Bruno III. 1255–1279 Herr von Braunsberg und Isenburg          | Bruno III. 1255–1279 Herr von Braunsberg und Isenburg          | Bruno III. 1255–1279 Herr von Braunsberg und Isenburg          | Bruno III. 1255–1279 Herr von Braunsberg und Isenburg          |                                                         |                                                         | Mechtild ⚭ Gottfried III. Herr von Eppstein             | Mechtild ⚭ Gottfried III. Herr von Eppstein             | Mechtild ⚭ Gottfried III. Herr von Eppstein | Mechtild ⚭ Gottfried III. Herr von Eppstein | Mechtild ⚭ Gottfried III. Herr von Eppstein            | Mechtild ⚭ Gottfried III. Herr von Eppstein            |                                                        |                                                        |                                                        |                                                        |  |  |  |  |  |  |  |  |  |  |  |  |  |  |  |  |  |  |
|                                                                     |                                                                     |                                                                     |                                                                     | Bruno III. 1255–1279 Herr von Braunsberg und Isenburg                         | Bruno III. 1255–1279 Herr von Braunsberg und Isenburg               | Bruno III. 1255–1279 Herr von Braunsberg und Isenburg          | Bruno III. 1255–1279 Herr von Braunsberg und Isenburg          | Bruno III. 1255–1279 Herr von Braunsberg und Isenburg          | Bruno III. 1255–1279 Herr von Braunsberg und Isenburg          |                                                         |                                                         | Mechtild ⚭ Gottfried III. Herr von Eppstein             | Mechtild ⚭ Gottfried III. Herr von Eppstein             | Mechtild ⚭ Gottfried III. Herr von Eppstein | Mechtild ⚭ Gottfried III. Herr von Eppstein | Mechtild ⚭ Gottfried III. Herr von Eppstein            | Mechtild ⚭ Gottfried III. Herr von Eppstein            |                                                        |                                                        |                                                        |                                                        |  |  |  |  |  |  |  |  |  |  |  |  |  |  |  |  |  |  |
|                                                                     |                                                                     |                                                                     |                                                                     |                                                                               |                                                                     |                                                                |                                                                |                                                                |                                                                |                                                         |                                                         |                                                         |                                                         |                                             |                                             |                                                        |                                                        |                                                        |                                                        |                                                        |                                                        |  |  |  |  |  |  |  |  |  |  |  |  |  |  |  |  |  |  |
|                                                                     |                                                                     |                                                                     |                                                                     | Johann I. 1279–1327 Herr von Braunsberg und Isenburg                          | Johann I. 1279–1327 Herr von Braunsberg und Isenburg                | Johann I. 1279–1327 Herr von Braunsberg und Isenburg           | Johann I. 1279–1327 Herr von Braunsberg und Isenburg           | Johann I. 1279–1327 Herr von Braunsberg und Isenburg           | Johann I. 1279–1327 Herr von Braunsberg und Isenburg           |                                                         |                                                         | Engelbert                                               | Engelbert                                               | Engelbert                                   | Engelbert                                   | Engelbert                                              | Engelbert                                              |                                                        |                                                        |                                                        |                                                        |  |  |  |  |  |  |  |  |  |  |  |  |  |  |  |  |  |  |
|                                                                     |                                                                     |                                                                     |                                                                     | Johann I. 1279–1327 Herr von Braunsberg und Isenburg                          | Johann I. 1279–1327 Herr von Braunsberg und Isenburg                | Johann I. 1279–1327 Herr von Braunsberg und Isenburg           | Johann I. 1279–1327 Herr von Braunsberg und Isenburg           | Johann I. 1279–1327 Herr von Braunsberg und Isenburg           | Johann I. 1279–1327 Herr von Braunsberg und Isenburg           |                                                         |                                                         | Engelbert                                               | Engelbert                                               | Engelbert                                   | Engelbert                                   | Engelbert                                              | Engelbert                                              |                                                        |                                                        |                                                        |                                                        |  |  |  |  |  |  |  |  |  |  |  |  |  |  |  |  |  |  |
|                                                                     |                                                                     |                                                                     |                                                                     |                                                                               |                                                                     |                                                                |                                                                |                                                                |                                                                |                                                         |                                                         |                                                         |                                                         |                                             |                                             |                                                        |                                                        |                                                        |                                                        |                                                        |                                                        |  |  |  |  |  |  |  |  |  |  |  |  |  |  |  |  |  |  |
|                                                                     |                                                                     |                                                                     |                                                                     | Bruno IV. ⚭ Heilwig, T.d. Grafen Wilhelm I. von Katzenelnbogen                | Bruno IV. ⚭ Heilwig, T.d. Grafen Wilhelm I. von Katzenelnbogen      | Bruno IV. ⚭ Heilwig, T.d. Grafen Wilhelm I. von Katzenelnbogen | Bruno IV. ⚭ Heilwig, T.d. Grafen Wilhelm I. von Katzenelnbogen | Bruno IV. ⚭ Heilwig, T.d. Grafen Wilhelm I. von Katzenelnbogen | Bruno IV. ⚭ Heilwig, T.d. Grafen Wilhelm I. von Katzenelnbogen |                                                         |                                                         | Salentin, Domherr                                       | Salentin, Domherr                                       | Salentin, Domherr                           | Salentin, Domherr                           | Salentin, Domherr                                      | Salentin, Domherr                                      |                                                        |                                                        |                                                        |                                                        |  |  |  |  |  |  |  |  |  |  |  |  |  |  |  |  |  |  |
|                                                                     |                                                                     |                                                                     |                                                                     | Bruno IV. ⚭ Heilwig, T.d. Grafen Wilhelm I. von Katzenelnbogen                | Bruno IV. ⚭ Heilwig, T.d. Grafen Wilhelm I. von Katzenelnbogen      | Bruno IV. ⚭ Heilwig, T.d. Grafen Wilhelm I. von Katzenelnbogen | Bruno IV. ⚭ Heilwig, T.d. Grafen Wilhelm I. von Katzenelnbogen | Bruno IV. ⚭ Heilwig, T.d. Grafen Wilhelm I. von Katzenelnbogen | Bruno IV. ⚭ Heilwig, T.d. Grafen Wilhelm I. von Katzenelnbogen |                                                         |                                                         | Salentin, Domherr                                       | Salentin, Domherr                                       | Salentin, Domherr                           | Salentin, Domherr                           | Salentin, Domherr                                      | Salentin, Domherr                                      |                                                        |                                                        |                                                        |                                                        |  |  |  |  |  |  |  |  |  |  |  |  |  |  |  |  |  |  |
|                                                                     |                                                                     |                                                                     |                                                                     | Wilhelm I. 1327–1383 Herr von Braunsberg und Isenburg 1340–1383 Graf von Wied |                                                                     |                                                                |                                                                |                                                                |                                                                |                                                         |                                                         |                                                         |                                                         |                                             |                                             |                                                        |                                                        |                                                        |                                                        |                                                        |                                                        |  |  |  |  |  |  |  |  |  |  |  |  |  |  |  |  |  |  |

## Regenten der Herrschaft Isenburg-Braunsberg
| Name                                    | Lebensdaten | Amtszeit  | Anteil an der Grafschaft Wied |
| --------------------------------------- | ----------- | --------- | ----------------------------- |
| Bruno I. von Isenburg-Braunsberg        | 1160–1210   | 1200–1210 |                               |
| Bruno II. von Isenburg-Braunsberg       | 1179–1256   | 1210–1255 | – je zu einem Viertel         |
| Bruno III. von Isenburg-Braunsberg      | 1230–1279   | 1255–1278 | – zu einer Hälfte             |
| Johann I. von Isenburg-Braunsberg       | 1270–1327   | 1278–1327 | – zu einer Hälfte             |
| Wilhelm I. von Isenburg-Braunsberg-Wied | 1310–1383   | 1327–1339 | – zur Hälfte                  |

## Herren von Braunsberg nach 1340

### Aus dem Haus Isenburg

#### Linie Isenburg-Braunsberg-Wied 1340–1462
| Name                                      | Lebensdaten | Amtszeit  | Bemerkungen |
| ----------------------------------------- | ----------- | --------- | --- |
| Wilhelm I. von Isenburg-Braunsberg-Wied   | 1310–1383   | 1340–1383 | |
| Wilhelm II. von Isenburg-Braunsberg-Wied  | 1344–1411   | 1383–1404 | Überließ seinem Bruder Gerlach vor 1404 Braunsberg und Anhausen |
| Gerlach von Isenburg-Braunsberg-Wied      | 1367–1413   | 1404–1411 | Nahm 1411 eine Vorläufige Teilung vor, in der sein Sohn die Grafschaft Wied und Herrschaft Braunsberg erhielt                                                                       |
| Wilhelm III. von Isenburg-Braunsberg-Wied | 1395–1462   | 1411–1454 | Übertrug am 19. November 1454 die Herrschaft Braunsberg an den Enkel seines Bruders, Friedrich IV. von Runkel. 1462 übernahm Friedrich IV. von Runkel endgültig die Grafschaft Wied |

### Aus dem Haus Runkel

#### Ältere Linie Wied-Runkel 1454–1698
| Name                                 | Lebensdaten  | Amtszeit     | Bemerkungen |
| ------------------------------------ | ------------ | ------------ | --- |
| Friedrich IV. von Wied-Runkel        | 1427–1487    | 1454–1487    | |
| Wilhelm IV. von Wied-Runkel          | 1465–1526    | 1487–1503    | 1487–1482 und 1497–1498 gemeinsam mit Johann III. von Wied-Runkel, überließ 1503 Johann die Herrschaft Braunsberg |
| Johann III. von Wied-Runkel          | 1475–1533    | 1503–1533    | |
| Philipp von Wied-Runkel              | 1508–1535    | 1533–1535    | unter Vormundschaft von Erzbischof Hermann V. von Wied und Elisabeth von Nassau-Dillenburg: 1533–1535 |
| Johann IV. von Wied-Runkel           | 1516–1581    | 1535–1581    | unter Vormundschaft von Erzbischof Hermann V. von Wied und Elisabeth von Nassau-Dillenburg: 1535–1542 |
| Hermann I. von Wied-Runkel           | 1545–1591    | 1581–1589    | Nach einer Teilung vom 20. August 1581 erhielt Hermann neben der Grafschaft Wied die Herrschaft Isenburg und Braunsberg |
| Wilhelm V. von Wied-Runkel           | 1555–1612    | 1589–1595    | Nach einer Teilung vom 14. Juli 1589 erhielt nun Wilhelm V. die Herrschaft Braunsberg |
| Johann Wilhelm „der Ältere“          | 1579/80–1633 | 1595–1633    | unter Vormundschaft von Georg von Nassau-Dillenburg: 1593–1607 Nach einer Endgültigen Erbteilung vom 31. August 1595 wurde die Grafschaft in eine Obergrafschaft (Dierdorf, Runkel) und Niedergrafschaft (Wied, Braunsberg, Isenburg) geteilt, wobei Johann Wilhelm die Niedergrafschaft erhielt |
| Philipp Ludwig II. von Wied-Runkel   | 1610–1638    | 1633–1638    | Philipps Vetter Friedrich III. „der Ältere“ übernahm die Niedergrafschaft nach seinem Tod |
| Friedrich III. „der Ältere“ von Wied | 1618–1698    | 1638–1693/98 | Gründer der Stadt Neuwied, trat 1693 die Niedergrafschaft an Graf August zur Lippe ab, der sie für Friedrichs Sohn Friedrich Wilhelm regierte |

##### Linie Wied-Neuwied
| Name                                       | Lebensdaten | Amtszeit  | Bemerkungen |
| ------------------------------------------ | ----------- | --------- | --- |
| Friedrich Wilhelm zu Wied-Neuwied          | 1684–1737   | 1698–1737 | unter Vormundschaft: 1698–1706 |
| Johann Friedrich Alexander zu Wied-Neuwied | 1706–1791   | 1737–1791 | Bruder Franz Karl Ludwig übernahm von 1737 bis 1738 die Regierung, 1. Fürst von Wied-Neuwied                                      |
| Friedrich Karl zu Wied-Neuwied             | 1741–1809   | 1791–1802 | 2. Fürst von Wied-Neuwied |
| Johann August Karl zu Wied-Neuwied         | 1779–1836   | 1802–1806 | 1802–1804 Regierung unter Mutter Marie Luise Wilhelmine zu Sayn-Wittgenstein-Berleburg Letzter regierender Fürst von Wied-Neuwied |